# Badminton under sommer-OL 2016 - herredouble
Herrernes doubleturnering i badminton under sommer-OL 2016 fandt sted 11. - 19. august.

## Format
Turneringen begyndte med indledende kampe: Udøverne blev splittet op i fire grupper og spillede mod de andre udøvere i sine egne grupper. De fire bedst doubler var seedede og var placeret i hver deres indledende gruppe. De to bedste doubler fra de indledende gruppekampe gik videre til kvartfinalerne. Den bedste double i hver gruppe gik til hver sin kvartfinale, mens de fire toere var gennem lodtrækning for at blive placeret i kvartfinalen. Herefter var der semifinaler, kamp om bronze samt finalen. 

## Seedet
I alt var fire par seedet i konkurrencen.
1. Lee Yong-dae / Yoo Yeon-seong (Kvartfinaler)
2. Mohammad Ahsan / Hendra Setiawan (Gruppespil)
3. Kim Gi-jung / Kim Sa-rang (Kvartfinaler)
4. Fu Haifeng / Zhang Nan (Guld)

## Resultater[2]

### Gruppespil

#### Gruppe A
| Spillere                        | K | V | T | VS | TS | P |
| ------------------------------- | - | - | - | -- | -- | - |
| Vladimir Ivanov / Ivan Sozonov  | 3 | 3 | 0 | 6  | 1  | 3 |
| Lee Yong-dae / Yoo Yeon-seong   | 3 | 2 | 1 | 5  | 3  | 2 |
| Lee Sheng-mu / Tsai Chia-hsin   | 3 | 1 | 2 | 3  | 4  | 1 |
| Matthew Chau / Sawan Serasinghe | 3 | 0 | 3 | 0  | 6  | 0 |

| Double 1                       | Resultat            | Double 2                        |
| ------------------------------ | ------------------- | ------------------------------- |
| Lee Yong-dae / Yoo Yeon-seong  | 21–14, 21–16        | Matthew Chau / Sawan Serasinghe |
| Vladimir Ivanov / Ivan Sozonov | 21–11, 22–20        | Lee Sheng-mu / Tsai Chia-hsin   |
| Lee Yong-dae / Yoo Yeon-seong  | 18–21, 21–13, 21–18 | Lee Sheng-mu / Tsai Chia-hsin   |
| Vladimir Ivanov / Ivan Sozonov | 21–16, 21–16        | Matthew Chau / Sawan Serasinghe |
| Lee Sheng-mu / Tsai Chia-hsin  | 21–14, 21–19        | Matthew Chau / Sawan Serasinghe |
| Lee Yong-dae / Yoo Yeon-seong  | 17–21, 21–19, 16–21 | Vladimir Ivanov / Ivan Sozonov  |

#### Gruppe B
| Spillere                           | K | V | T | VS | TS | P |
| ---------------------------------- | - | - | - | -- | -- | - |
| Goh V Shem / Tan Wee Kiong         | 3 | 3 | 0 | 6  | 1  | 3 |
| Fu Haifeng / Zhang Nan             | 3 | 2 | 1 | 5  | 2  | 2 |
| Michael Fuchs / Johannes Schöttler | 3 | 1 | 2 | 2  | 4  | 1 |
| Phillip Chew / Sattawat Pongnairat | 3 | 0 | 3 | 0  | 6  | 0 |

| Double 1                           | Resultat            | Double 2                           |
| ---------------------------------- | ------------------- | ---------------------------------- |
| Goh V Shem / Tan Wee Kiong         | 21–14, 21–17        | Michael Fuchs / Johannes Schöttler |
| Fu Haifeng / Zhang Nan             | 21–6, 21–7          | Phillip Chew / Sattawat Pongnairat |
| Goh V Shem / Tan Wee Kiong         | 21–12, 21–10        | Phillip Chew / Sattawat Pongnairat |
| Fu Haifeng / Zhang Nan             | 21–11, 21–16        | Michael Fuchs / Johannes Schöttler |
| Michael Fuchs / Johannes Schöttler | 21–14, 21–14        | Phillip Chew / Sattawat Pongnairat |
| Fu Haifeng / Zhang Nan             | 21–16, 15–21, 18–21 | Goh V Shem / Tan Wee Kiong         |

#### Gruppe C
| Spillere                        | K | V | T | VS | TS | P |
| ------------------------------- | - | - | - | -- | -- | - |
| Kim Gi-jung / Kim Sa-rang       | 3 | 2 | 1 | 5  | 2  | 2 |
| Marcus Ellis / Chris Langridge  | 3 | 2 | 1 | 5  | 3  | 2 |
| Mathias Boe / Carsten Mogensen  | 3 | 2 | 1 | 4  | 3  | 2 |
| Adam Cwalina / Przemysław Wacha | 3 | 0 | 3 | 0  | 6  | 0 |

| Double 1                       | Resultat            | Double 2                        |
| ------------------------------ | ------------------- | ------------------------------- |
| Kim Gi-jung / Kim Sa-rang      | 21–14, 21–15        | Adam Cwalina / Przemysław Wacha |
| Mathias Boe / Carsten Mogensen | 21–9, 9–21, 21–16   | Marcus Ellis / Chris Langridge  |
| Kim Gi-jung / Kim Sa-rang      | 21–17, 23–25, 18–21 | Marcus Ellis / Chris Langridge  |
| Mathias Boe / Carsten Mogensen | 21–17, 21–17        | Adam Cwalina / Przemysław Wacha |
| Kim Gi-jung / Kim Sa-rang      | 21–15, 21–18        | Mathias Boe / Carsten Mogensen  |
| Marcus Ellis / Chris Langridge | 21–18, 21–16        | Adam Cwalina / Przemysław Wacha |

#### Gruppe D
| Spillere                         | K | V | T | VS | TS | P |
| -------------------------------- | - | - | - | -- | -- | - |
| Hiroyuki Endo / Kenichi Hayakawa | 3 | 2 | 1 | 4  | 4  | 2 |
| Chai Biao / Hong Wei             | 3 | 2 | 1 | 5  | 2  | 2 |
| Mohammad Ahsan / Hendra Setiawan | 3 | 1 | 2 | 3  | 4  | 1 |
| Manu Attri / B. Sumeeth Reddy    | 3 | 1 | 2 | 2  | 4  | 1 |

| Double 1                         | Resultat            | Double 2                         |
| -------------------------------- | ------------------- | -------------------------------- |
| Mohammad Ahsan / Hendra Setiawan | 21–18, 21–13        | Manu Attri / B. Sumeeth Reddy    |
| Chai Biao / Hong Wei             | 18–21, 21–14, 21–23 | Hiroyuki Endo / Kenichi Hayakawa |
| Mohammad Ahsan / Hendra Setiawan | 17–21, 21–16, 14–21 | Hiroyuki Endo / Kenichi Hayakawa |
| Chai Biao / Hong Wei             | 21–13, 21–15        | Manu Attri / B. Sumeeth Reddy    |
| Mohammad Ahsan / Hendra Setiawan | 15–21, 17–21        | Chai Biao / Hong Wei             |
| Hiroyuki Endo / Kenichi Hayakawa | 21–23, 11–21        | Manu Attri / B. Sumeeth Reddy    |

### Slutspil
|  | Kvartfinaler | Kvartfinaler                     | Kvartfinaler                   | Kvartfinaler           | Kvartfinaler |                                |                            | Semifinaler            | Semifinaler | Semifinaler | Semifinaler | Semifinaler |  |  | Finale | Finale                     | Finale | Finale | Finale |
|  |              |                                  |                                |                        |              |                                |                            |                        |             |             |             |             |  |  |        |                            |        |        |        |
|  | A1           | Vladimir Ivanov / Ivan Sozonov   | 13                             | 21                     | 16           |                                |                            |                        |             |             |             |             |  |  |        |                            |        |        |        |
|  | D2           | Chai Biao / Hong Wei             | 21                             | 16                     | 21           |                                |                            |                        |             |             |             |             |  |  |        |                            |        |        |        |
|  | D2           | Chai Biao / Hong Wei             | 21                             | 16                     | 21           |                                | D2                         | Chai Biao / Hong Wei   | 18          | 21          | 17          |             |  |  |        |                            |        |        |        |
|  |              |                                  |                                |                        |              |                                | D2                         | Chai Biao / Hong Wei   | 18          | 21          | 17          |             |  |  |        |                            |        |        |        |
|  |              | B1                               | Goh V Shem / Tan Wee Kiong     | 21                     | 12           | 21                             |                            |                        |             |             |             |             |  |  |        |                            |        |        |        |
|  | B1           | B1                               | Goh V Shem / Tan Wee Kiong     | 21                     | 12           | 21                             | Goh V Shem / Tan Wee Kiong | 17                     | 21          | 21          |             |             |  |  |        |                            |        |        |        |
|  | B1           |                                  |                                |                        |              |                                | Goh V Shem / Tan Wee Kiong | 17                     | 21          | 21          |             |             |  |  |        |                            |        |        |        |
|  | A2           | Lee Yong-dae / Yoo Yeon-seong    | 21                             | 18                     | 19           |                                |                            |                        |             |             |             |             |  |  |        |                            |        |        |        |
|  |              |                                  |                                |                        |              |                                |                            |                        |             |             |             |             |  |  | B1     | Goh V Shem / Tan Wee Kiong | 21     | 11     | 21     |
|  |              |                                  | B2                             | Fu Haifeng / Zhang Nan | 16           | 21                             | 23                         |                        |             |             |             |             |  |  |        |                            |        |        |        |
|  | B2           | Fu Haifeng / Zhang Nan           | 11                             | 21                     | 24           |                                |                            |                        |             |             |             |             |  |  |        |                            |        |        |        |
|  | C1           | Kim Gi-jung / Kim Sa-rang        | 21                             | 18                     | 22           |                                |                            |                        |             |             |             |             |  |  |        |                            |        |        |        |
|  | C1           | Kim Gi-jung / Kim Sa-rang        | 21                             | 18                     | 22           |                                | B2                         | Fu Haifeng / Zhang Nan | 21          | 21          |             |             |  |  |        |                            |        |        |        |
|  |              |                                  |                                |                        |              |                                | B2                         | Fu Haifeng / Zhang Nan | 21          | 21          |             |             |  |  |        |                            |        |        |        |
|  |              | C2                               | Marcus Ellis / Chris Langridge | 14                     | 18           |                                |                            |                        |             |             |             |             |  |  |        |                            |        |        |        |
|  | C2           | C2                               | Marcus Ellis / Chris Langridge | 14                     | 18           | Marcus Ellis / Chris Langridge | 21                         | 21                     |             |             |             |             |  |  |        |                            |        |        |        |
|  | C2           |                                  |                                |                        |              | Marcus Ellis / Chris Langridge | 21                         | 21                     |             |             |             |             |  |  |        |                            |        |        |        |
|  | D1           | Hiroyuki Endo / Kenichi Hayakawa | 19                             | 17                     |              |                                |                            |                        |             |             |             |             |  |  |        |                            |        |        |        |

| Bronzemedaljekamp |                                |    |    |    |  |  |  |
|                   |                                |    |    |    |  |  |  |
| D2                | Chai Biao / Hong Wei           | 18 | 21 | 10 |  |  |  |
| C2                | Marcus Ellis / Chris Langridge | 21 | 19 | 21 |  |  |  |